# Dispositiu HANS

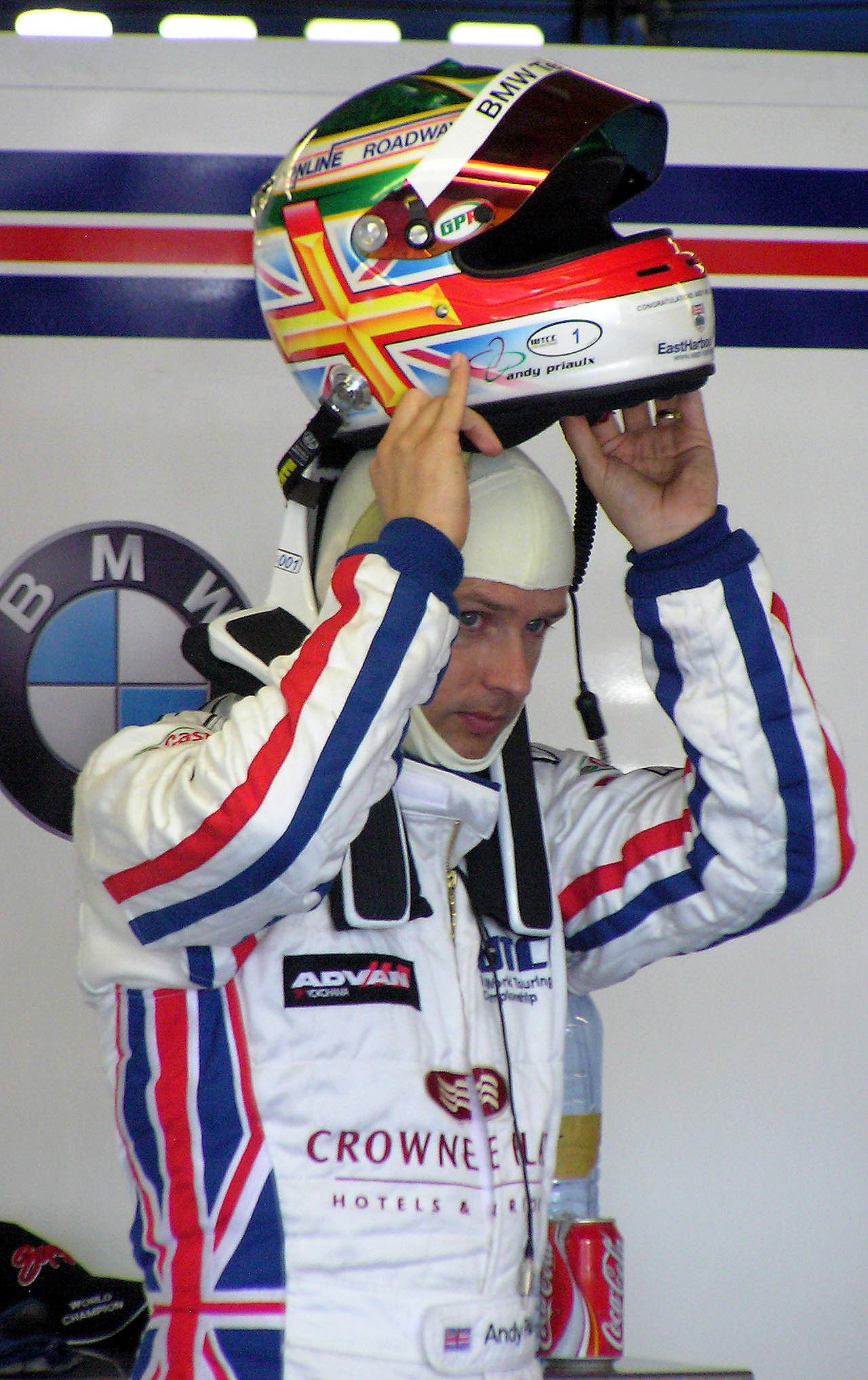
El campió del WTCC Andy Priaulx amb un dispositiu HANS

El dispositiu HANS (Head and Neck Support - suport del cap i el coll) és un element de seguretat obligatori en molts esports d'automobilisme. Està fet principalment de fibra de carboni i té forma de U; la part de darrere es posa rere el clatell i els dos braços queden estirats per sobre els pectorals. El dispositiu reposa sobre les espatlles. Només està unit al casc - i no al cinturó de seguretat, ni al cos del pilot, ni al seient - per mitjà de dues àncores a cada costat, de manera similar al dispositiu Hutchens però més enrere. Després, s'instal·len els cinturons de seguretat de manera que passin just per sobre del dispositiu HANS a l'espatlla del conductor i que es creuin al centre del ventre del pilot. Així doncs, el dispositiu HANS està subjectat pel cos del pilot, no pel seient. El dispositiu serveix per evitar que el cap sigui projectat cap endavant en un accident, però sense restringir el moviment del coll. Quan el cos és projectat cap endavant en un accident, el dispositiu HANS roman al seu lloc a sobre dels cinturons de seguretat gràcies a la fricció de la superfície de goma amb els seus braços. Això redueix les possibilitats de sofrir lesions al cap o al coll, especialment una fractura cranial basilar.
El dispositiu fou dissenyat a principis dels anys 80 pel Dr. Robert Hubbard, un professor d'enginyeria biomecànica a la Michigan State University. Després de parlar la mort del pilot Patrick Jacquemart, mort en un accident en tests a causa de lesions cranials, es decidí que calia algun tipus de protecció per evitar les lesions cranials degudes a les aturades sobtades, especialment en els accidents. La causa principal de mort en pilots de cotxe durant les curses eren els moviments violents del cap, en què el cos roman a la seva posició gràcies als cinturons de seguretat però la inèrcia fa que el cap es mogui cap endavant. Encara es debat si el popular pilot de la NASCAR Dale Earnhardt morí a causa d'un cinturó de seguretat trencat o d'una subjecció inadequada del cap i el coll.
Molts pilots troben difícil acostumar-se al dispositiu, afirmant que és incòmode i restrictiu, i temen que pugui provocar més lesions i problemes dels que evitava. Alguns deien que la posició del dispositiu fa que els cinturons transmetin menys sensació de seguretat o que fa que rasqui contra l'espatlla i la clavícula. Tanmateix, molts d'aquests problemes són causats per una configuració incorrecta dels cinturons, talles equivocades o pel fet que alguns pilots, incòmodes amb la llibertat de moviments del cap que permet el HANS, redueixen la longitud de les tires. Els cinturons semblen estar menys ajustats a causa de les proteccions addicionals i la distribució més àmplia del pes que ofereix el HANS; les relliscades del cinturó són degudes a una configuració incorrecta del cinturó.

## Altres
- El pilot polonès de Fórmula 1 Robert Kubica va patir un esgarrifós accident al Gran Premi del Canadà del 2007. Es considera que el HANS va ser el que li va salvar la vida.